# Iponomeutídeos
Iponomeutídeos (Yponomeutidae) são uma família de insectos da ordem Lepidoptera.